# 정윈펑
정윈펑(중국어 정체자: 鄭運鵬, 병음: Zhèng Yùnpéng, 1973년 6월 2일 ~ )은 타이완의 정치인이다. 2005년 타이베이시 제1선거구와 2016년 타오위안시 제1선거구의 입법위원으로 당선된다.